# Чжан Бохэн
Чжан Бохэн (кит. 张博恒, пиньинь Zhang Boheng; род. 4 марта 2000, Хунань) — китайский гимнаст, трёхкратный призёр летних Олимпийских игр 2024 года, двукратный чемпион мира, трёхкратный чемпион Азиатских игр 2022 года.

## Спортивная карьера
В 2015 году Бохэн был признан элитным спортсменом национального класса Главным управлением спорта Китая.
Чжан представлял провинцию Хунань на чемпионате Китая по гимнастике 2021 года, который проходил в Чэнду. Он занял 2-е место в финале многоборья и первое место в вольных упражнениях, по итогам был включен в состав олимпийской сборной на Игры в Токио. Там Чжан стал резервным спортсменом Китая по спортивной гимнастике, в соревнованиях участия не принимал.
На чемпионате мира по гимнастике 2021 года китаец в финале многоборья завоевал золотую медаль, опередив японца Дайки Хасимото и украинца Илью Ковтуна. Он стал пятым китайским гимнастом, выигравшим титул чемпиона мира в мужском многоборье. Через год на чемпионате мира в Ливерпуле праздновал успех в командном многоборье, а также завоевал серебряную медаль в личном многоборье.
На летних Олимпийских играх в Париже Чжан Бохэн завоевал три олимпийские медали, две из которых серебряные. В составе команды Китая стал серебряным призёром в многоборье, в личном многоборье также завоевал серебро, в упражнениях на перекладине стал бронзовым призёром.